# Litoprosopus hatueyi
Litoprosopus hatueyi är en fjärilsart som beskrevs av Druce. Litoprosopus hatueyi ingår i släktet Litoprosopus och familjen nattflyn. Inga underarter finns listade i Catalogue of Life.